# Dynamique écologique
 (janvier 2019).
Si vous disposez d'ouvrages ou d'articles de référence ou si vous connaissez des sites web de qualité traitant du thème abordé ici, merci de compléter l'article en donnant les références utiles à sa vérifiabilité et en les liant à la section « Notes et références ».
La dynamique écologique est l'évolution des différents changements graduels des successions écologiques d'un milieu. L'étude de ces dynamiques écologiques utilise la notion de patch dynamics (tache) introduite en 1978 par Thompson, et vise à comprendre les bases de la « stabilité écologique », ses liens avec la diversité biologique (encore mal compris, voire débattus), ainsi qu'à décrire ou prévoir la dynamique des populations et des écosystèmes après une perturbation (naturelle ou anthropique). Cette théorie éclaire en particulier les stratégies de reproduction, dispersion et compétition chez des espèces et des biocénoses.
L'étude des dynamiques écologiques utilise trois concepts : le patch (tache), la perturbation écologique et la succession écologique. Chaque tache constitue une unité écologique fonctionnelle, plus ou moins homogène, stable ou isolée, qui diffère de ce qui l'entoure, pour une certaine échelle temporelle et écopaysagère.
Le climax (état final d'une succession écologique) est ici considéré comme un stade théorique. Il est stable à échelle globale, mais construit par de multiples équilibres dynamiques. À l'échelle locale des taches ou patch, on observe des successions de perturbation, résilience ou transformations.

## Histoire du concept
Avec l'apparition de l'écologie du paysage issue de la biogéographie, l'accent a d'abord été mis sur l'importance de la succession de stades ou de communautés d'espèces dans l'équilibre climacique théorique des communautés et des habitats. Cela pouvait expliquer ce qu'on appelle les équilibres écologiques, et plus précisément l'évolution, la composition et le fonctionnement à un instant donné d'un écosystème, étudié et compris dans un contexte biogéographique plus vaste (celui d'un réseau trophique ou d'un réseau écologique par exemple).
Cette théorie a contribué au développement de l'écologie des perturbations naturelles, notamment dans le domaine de l'étude des réactions des écosystèmes aux incendies de forêt (en Amérique du Nord, en zone tropicale (forêt ombrophile ; forêt primaire, ou forêt primaire ou cultivée en Eurasie du nord (Suède, Finlande, Sibérie...) et de leurs conséquences directes et indirectes sur les écosystèmes.

Elle a aussi permis de réconcilier la complexité avec la stabilité des écosystèmes et des réseaux trophiques
Plus récemment, et notamment en raison de l'augmentation des impacts des activités humaines et de l'effondrement de pans entiers de la biodiversité dans de nombreuses zones géographiques habitées, cultivées ou consacrées à une sylviculture dynamique, voire intensive (surexploitation), de nombreuses équipes de recherche ont exploré les processus de l'évolution des perturbations et cherché à préciser l'importance de ces événements. Ils ont ainsi contribué à éclairer les processus de résilience écologique.

## Intérêt, utilisations
La théorie de la dynamique écologique est de plus en plus utilisée en raison de sa grande valeur explicative et prédictive par exemple pour :
- l'étude des compositions floristique (phytosociologie...)
- l'étude des dynamiques de régénération naturelle en forêt
- l'étude des structures et dynamique de population (animales, végétales, fongiques), en particulier pour des espèces pionnières devenant éventuellement envahissantes ou invasives hors de leur milieu naturel
- l'étude de la répartition spatiotemporelle et volumétrique (strates, sous-étage forestier, niches écologiques…) des communautés qui se succèdent dans l'environnement qu'elles-contribuent elles-mêmes à faire évoluer. La biomasse végétale, le pourcentage de recouvrement des espèces floristiques, la richesse spécifique sont expliqués ou mieux décrits par cette théorie.
- l'étude des impacts de la surexploitation des milieux ou d'espèces (déforestation, surpâturage, surpêche, chasse excessive, etc.)
- Meilleure compréhension de l'importance de certains équilibres (prédateurs/proies, herbivores/carnivores, équilibres sylvocynégétiques en forêt cultivée…).
Cette théorie a amélioré la compréhension de certains cycles de pullulation fréquents dans les milieux extrêmes (ex : Lemmings, insectes xylophages ou chenilles défoliatrices en zone circumpolaires, criquets en zones aride, ou sur des sites et sols pollués ou très perturbés par l'homme(labours par exemple) ; Elle éclaire ainsi certains phénomènes de pullulations d'espèces qui profitent de la dégradation de l'environnement par l'Homme [6],[7]
- confirmation de l'importance des nécrophages et des cycles liés au recyclage de la nécromasse (le bois-mort issu des épidémies, chablis, incendies, ou des îlots naturels de sénescences en particulier, bois mort qui est de plus en plus rare dans les forêts cultivées, notamment pour les très gros bois et très gros bois…)

## Applications cartographiques et pour l'évaluation environnementale
L'utilisation de cette théorie a conduit à une amélioration des techniques de « suivi automatique » de l'environnement (via imagerie satellite) 
Cette théorie a aussi grandement facilité certaines applications environnementales de la cartographique (via les systèmes SIG en particulier et notamment depuis l'exploitation de l'imagerie aérienne et satellitale pour l'évaluation environnementale. Cette théorie a aussi facilité les calculs et modélisations en écologie numérique, biomathématique ou modélisation informatique au service de l'environnement.

## Dans le domaine de l'eau
Après avoir été appliquée aux systèmes terrestres (forestiers et prairiaux dans un premier temps), et avant d'être appliquée aux milieux marins, cette théorie l'a été aux zones humides et aux cours d'eau. Elle est notamment utile dans l'étude des réseaux écologiques de type Trames bleues et pour l'évaluation du chemin qui reste à atteindre pour retrouver le "bon état écologique des masses d'eau" qui est l'objectif commun de tous les états européens.
Par exemple en France, cette théorie a été utilisée pour décrire les dynamiques de la végétation aquatiques de "patchs" qui étaient trois bras-morts périodiquement "perturbés" par le Rhône.
Conformément à la théorie, les bras morts les plus souvent inondés sont occupés par des espèces plus diversifiées, ils sont plus riches en espèces pionnières et les communautés végétales qui les occupent s'y rétablissent plus rapidement après une inondation que celles des bras morts rarement perturbés. Des perturbations volontaires (décapage) appliquées à des placettes expérimentales l'ont confirmé (pour 42 espèces végétales aquatiques du Haut Rhône). Ici la cicatrisation du milieu se faisait par deux sources et "voies" ("patrons de recolonisation") complémentaires :
- recolonisation des zones perturbées par multiplication à partir de la lisière de la placette décapée (« effet de bordure »)
- par colonisation par des propagules apportées par le vent, les animaux, l'eau, etc.

Parmi de nombreuses autres, une étude a par exemple confirmé que la pression de pâturage des ongulés indigène herbivore (cerf, wapiti) d'une forêt coniférienne pluviale tempérée ancienne (arbres de 220 à 260 ans) modifiait fortement le faciès forestier et la composition et distribution d'abondance des espèces. Localement, les herbacées ont par exemple disparu après huit ans de protection contre les ongulés herbivores, lesquels ont ailleurs maintenu la biomasse végétale à un niveau beaucoup plus bas, mais en augmentant la richesse spécifique en dicotylédones en modifiant la distribution, la forme et les capacités reproductives de plusieurs espèces d'arbustes. L'étude a confirmé une relation étroite et dynamique entre les strates de végétation, la chute d'arbres et l'alimentation des ongulés, ces derniers semblant exercer la principale influence sur les « patrons végétaux » des forêts conifériennes anciennes du littoral nord-ouest américain.